# Aéroport métropolitain de Baton Rouge
Pour les articles homonymes, voir BTR.
L'aéroport métropolitain de Baton Rouge ou « Ryan Field Airport » (code IATA : BTR • code OACI : KBTR) est un aéroport desservant la ville de Baton Rouge, capitale de l'État de Louisiane, aux États-Unis, et deuxième ville la plus peuplée de cet État.
C'est le cent trente-deuxième aéroport nord-américain avec plus de 0,711 million de passagers qui y ont transité en 2009.

## Situation
| Alexandria Baton Rouge Lafayette Lake Charles La Nouvelle-Orléans Monroe Shreveport |

## Compagnies et destinations
| Compagnies       | Destinations                         |
| ---------------- | ------------------------------------ |
| American Eagle   | Charlotte-Douglas, Dallas-Fort Worth |
| Delta Air Lines  | Atlanta H.-Jackson                   |
| Delta Connection | Atlanta H.-Jackson                   |
| United Express   | Houston-George Bush                  |

Édité le 08/09/2017